# علي بهري
علي بهري (مواليد 6 ديسمبر 1951) هو ملاكم إيراني، مثّل بلاده في الألعاب الأولمبية الصيفية 1976.

## روابط خارجية
علي بهري على موقع أوليمبيديا (الإنجليزية)